# Stemmiulus genuinus
Stemmiulus genuinus är en mångfotingart. Stemmiulus genuinus ingår i släktet Stemmiulus och familjen Stemmiulidae. Inga underarter finns listade i Catalogue of Life.